# Níjniaia Bulanka
Níjniaia Bulanka (en rus: Нижняя Буланка) és un poble del krai de Krasnoiarsk, a Rússia, que el 2012 tenia 92 habitants. Pertany al districte de Karatuzski.